# ボカディージョ
ボカディージョ（西: Bocadillo）はスペインのサンドイッチ。バゲットにオリーブオイルとハム、サラミ、チーズ、トルティージャなど好みの具材をはさむ。
スペインでは朝食、昼食、おやつ、夜食とボカディージョが食されている。バルには必ずと言ってよいほど置いてある定番メニューである。
バゲット以外にも食パン、クロワッサンを用いることもあり、具材を乗せてトーストにすることもある。
具材にはイカフライが用いられることもある。薄切りトマトが使われることはあるが、それ以外の生野菜が使われることは多くない。

## ギャラリー

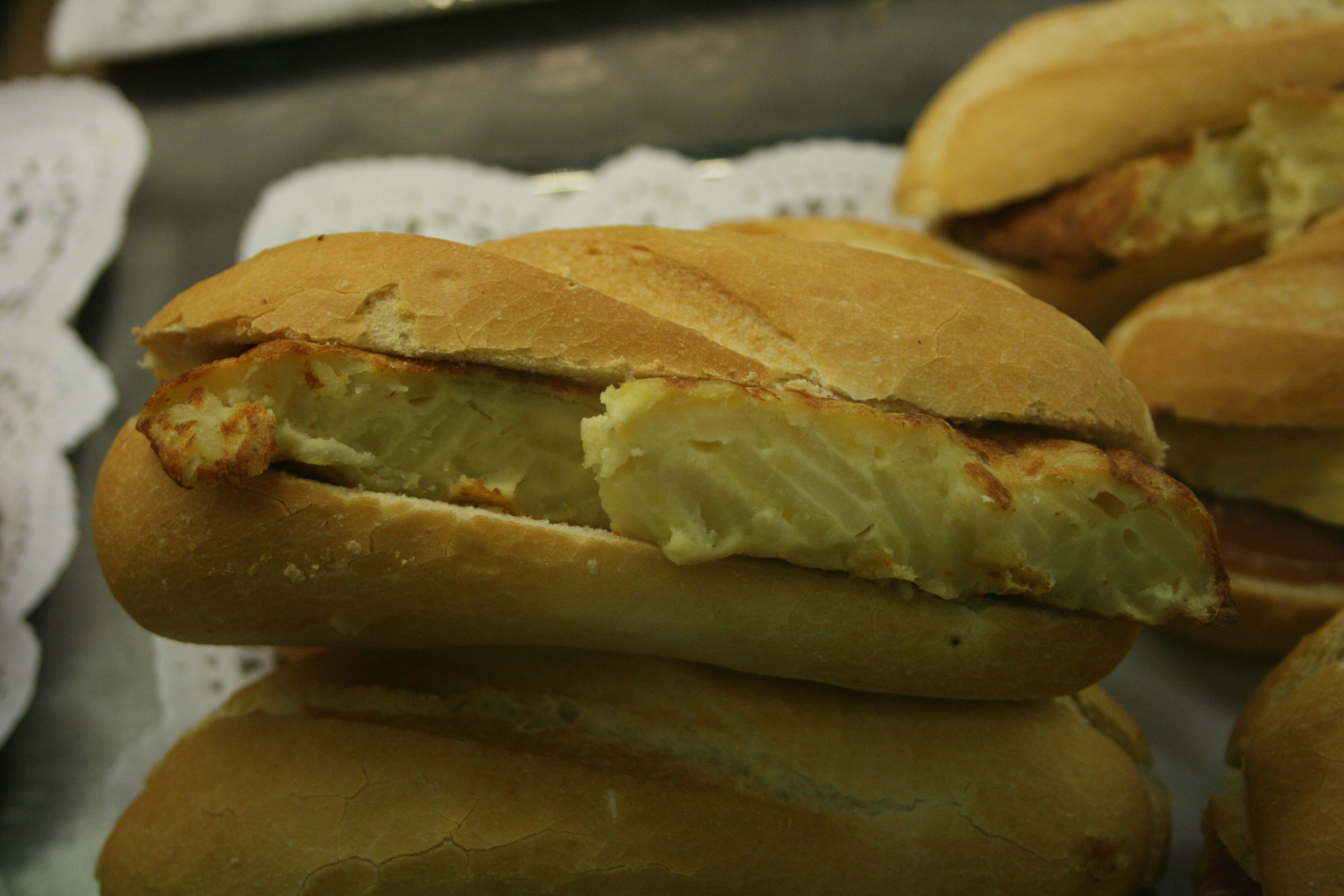
ジャガイモのトルティージャ入り
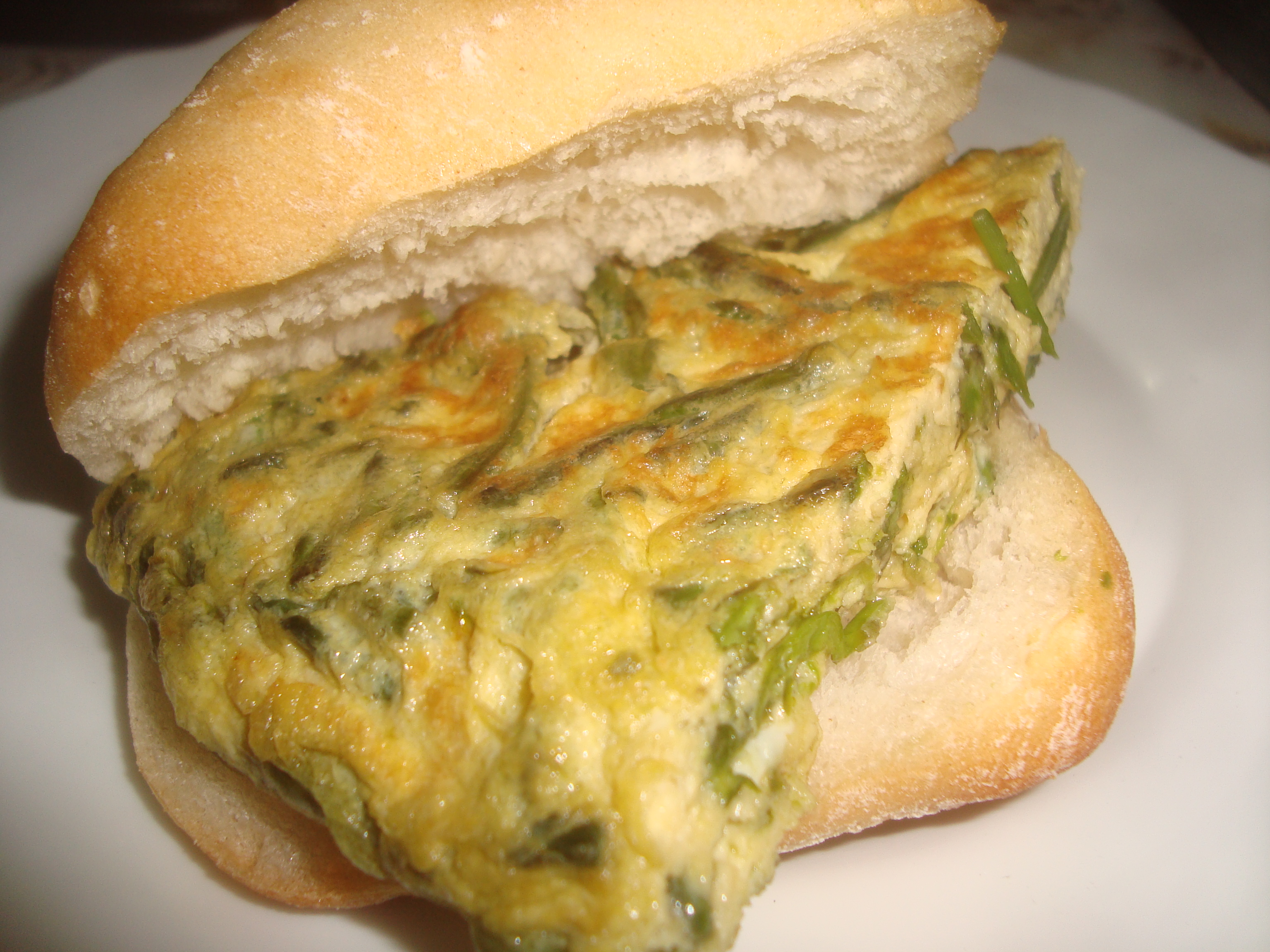
アスパラガスのトルティージャ入り
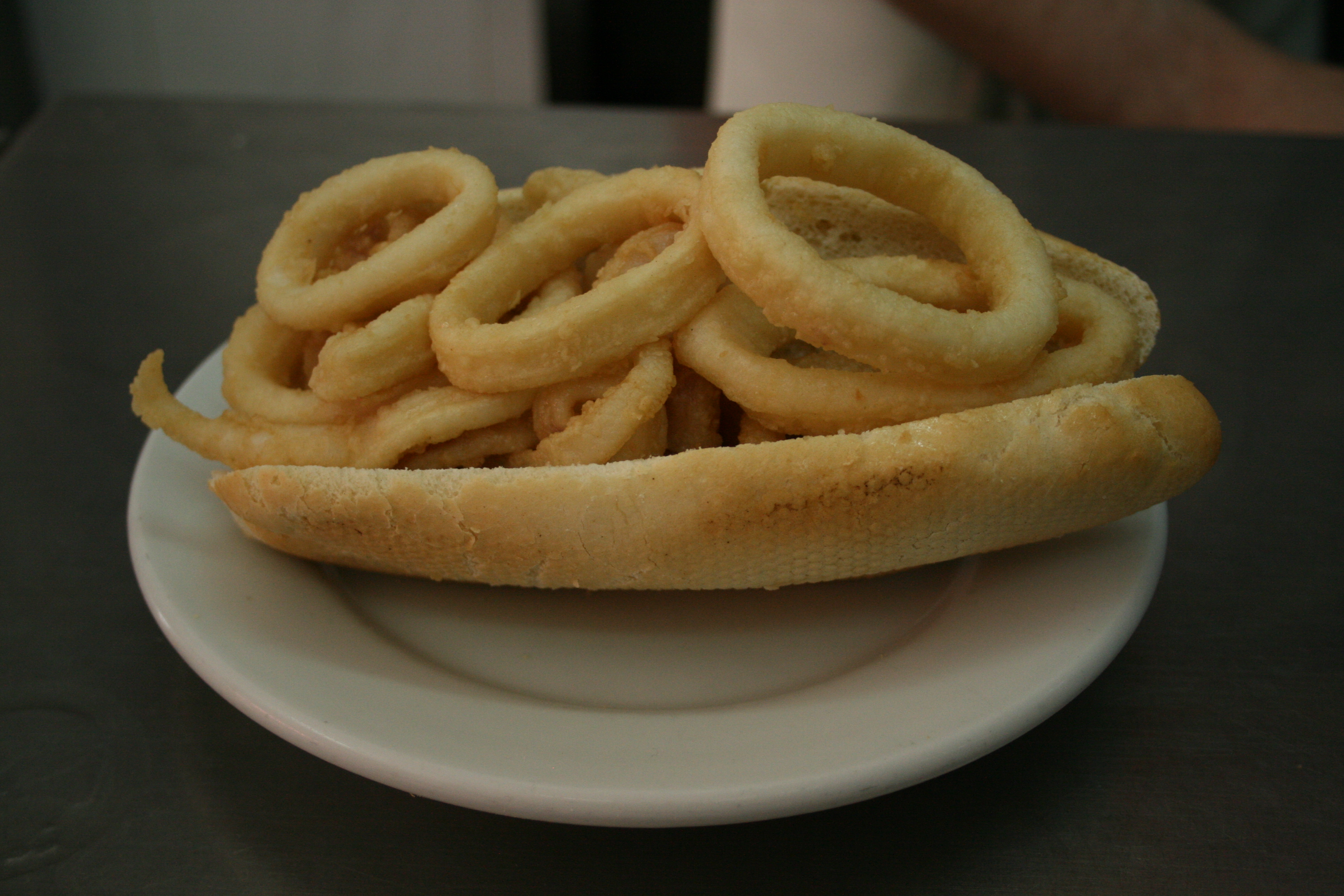
イカフライ入り
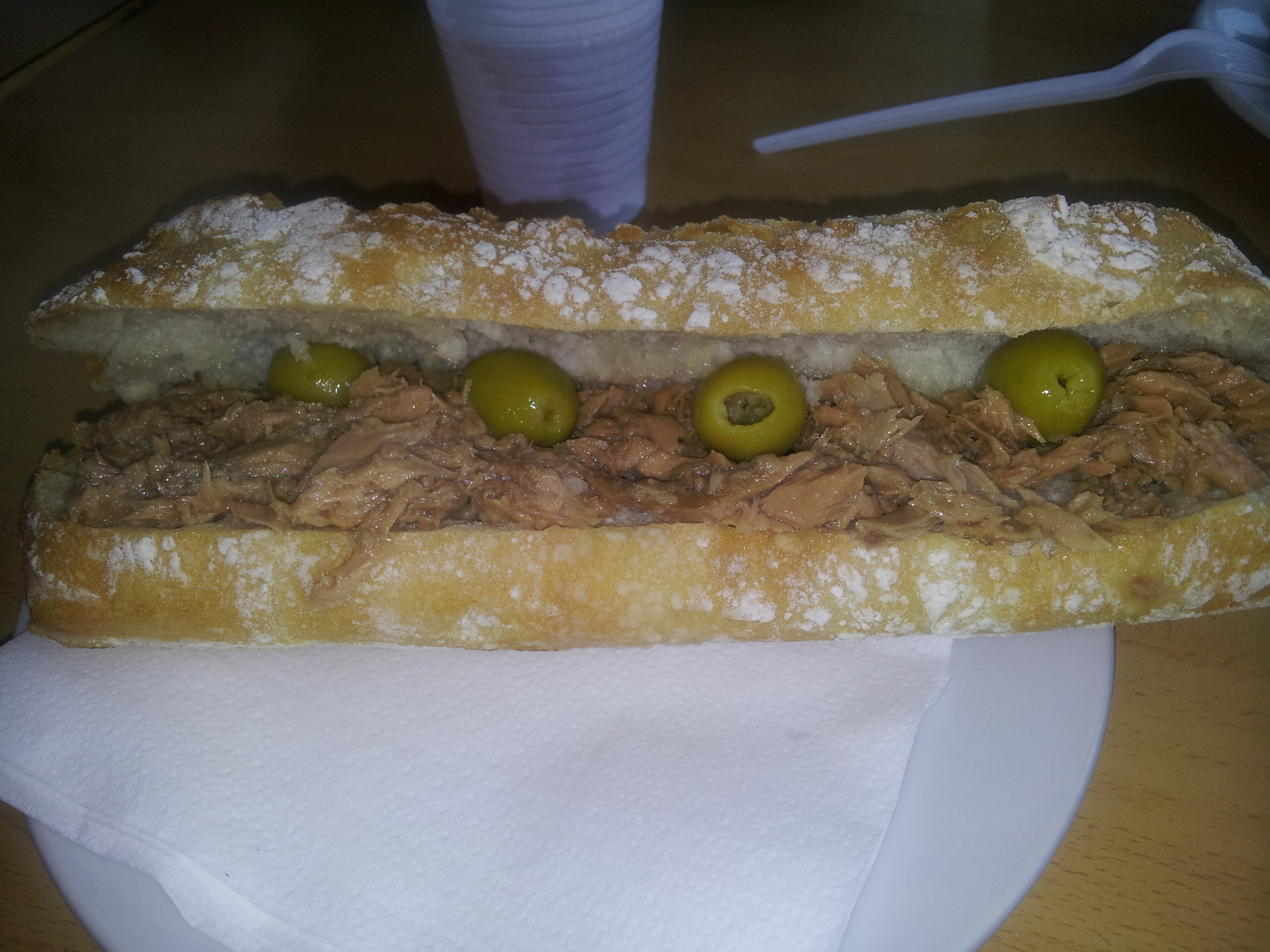
ツナとオリーブ入り
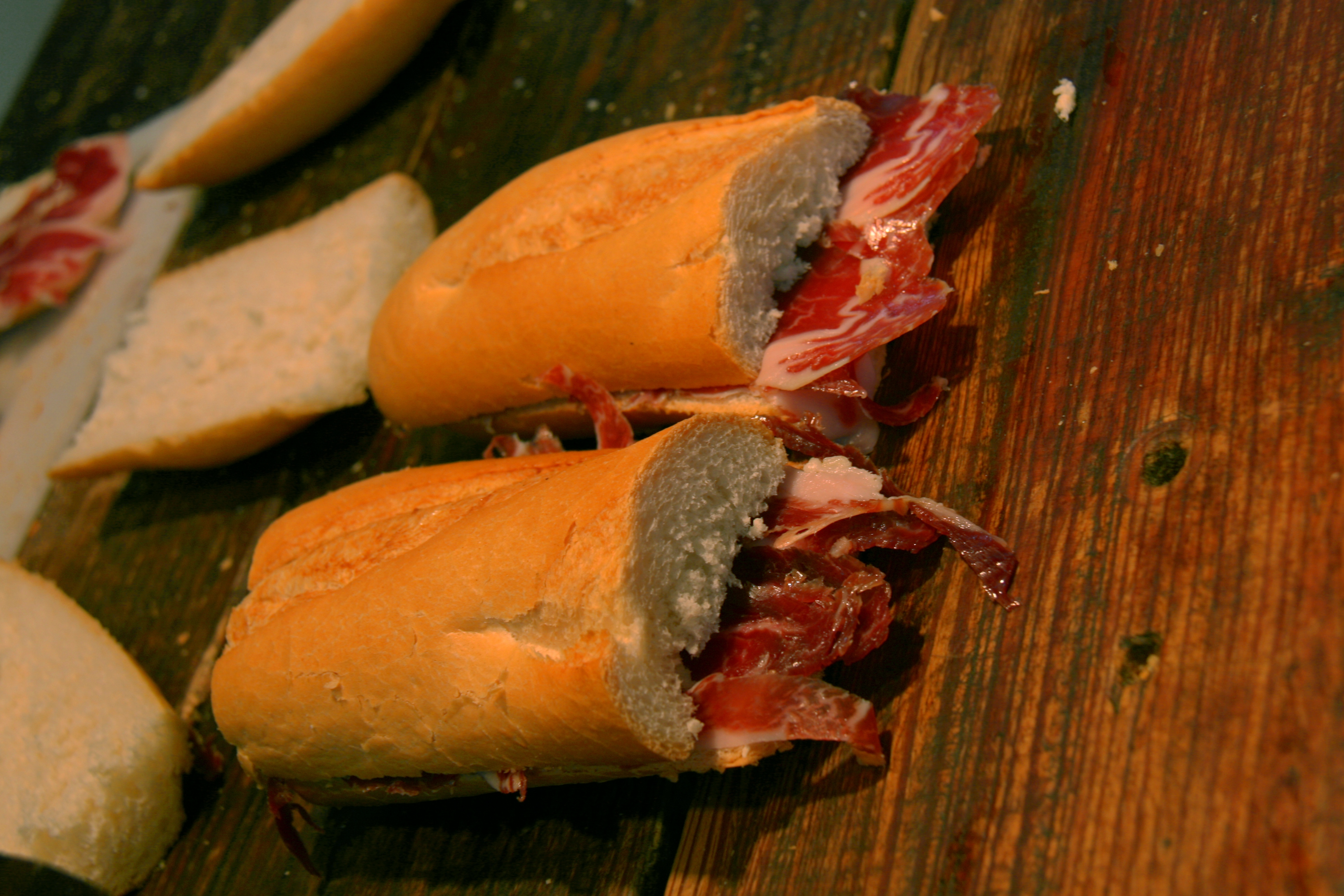
ハモン・イベリコ入り
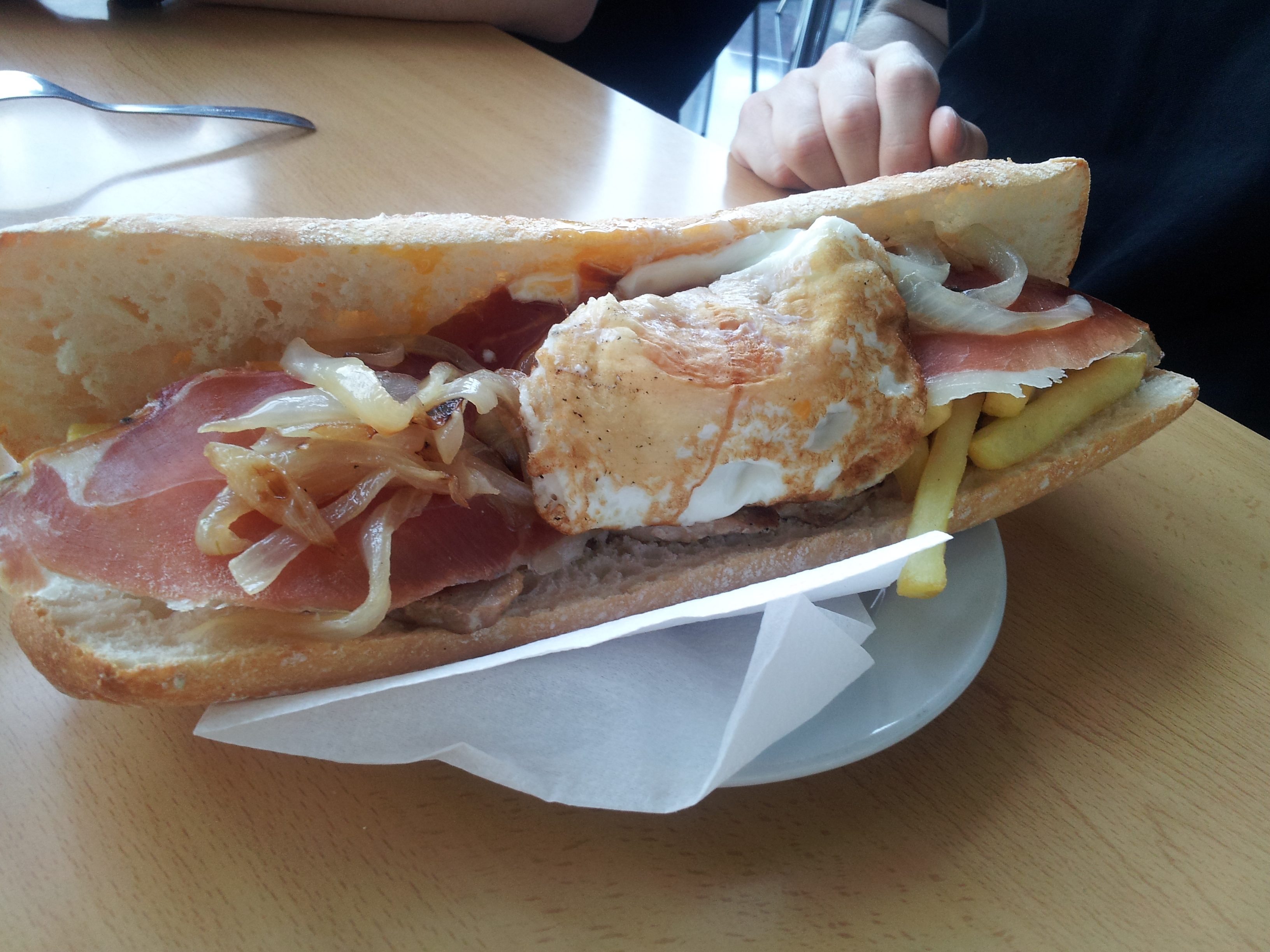
具だくさん